# Gor'kovskaja (metropolitana di San Pietroburgo)
Gor'kovskaja in russo Го́рьковская? è una stazione della metropolitana di San Pietroburgo sulla linea 2, ovvero la Moskovsko-Petrogradskaja.
Inaugurata il 1º luglio 1963, prende il nome dalla vicina Maksim Gor'kij prospekt, l'attuale Kronverskij prospekt, ed è stata progettata come un omaggio allo scrittore. 
Dall'ottobre 2008 fino al 26 dicembre 2009 è stata chiusa per una ricostruzione totale.